# スカす
スカすとは大相撲の隠語で、力士が自身が在籍する相撲部屋から逃げ出すことを示す。行為そのもののことはスカシとも呼ばれる。

## 解説
入門して間もない新弟子が大部屋での共同生活など角界独特の慣習に馴染めずホームシックに陥りスカすケースは多々見られるが、入門から数年が経過した力士が自身の将来を気に病んだり師匠や兄弟子と対立したりして衝動的にスカすケースも珍しくない。引退（角界からの訣別）の意思をもってなされるケースが大半であるが、スカシ行為により直ちに引退が成立することはなく、引退届が提出されていない間は現役力士を続行する権利は残る。実際にスカシ行為に及んだものの、関係者に発見されて部屋に連れ戻されたり、自身で思い直して部屋に戻ったりして、引退届が提出される前に本場所に帰参した例も多々存在し、後述の通り、後に関取となった力士もいる。スカシに及んで帰参した力士の処遇については、当該力士の所属部屋によって千差万別であり、相撲部屋における体罰やパワーハラスメントが問題視され始める前の時代は罰として一定期間の雑用を命じられたり、頭髪を丸刈りにされたりすることが多かったが、昨今は力士自身に反省と再出発を促す、あるいは力士自身が自主的に髷を切って反省の意を示す傾向があるとされる。
一方、発見に至らず音信不通のままになったり、発見されても帰参が拒絶され（破門）、引退届の提出に至るケースもある。師匠の承諾を得て引退した場合は、師匠及び後援者に断髪式の手筈を整えてもらい、髷も師匠の止め鋏をもって切ってもらえるが、スカシ行為に及んだ上での引退の場合はそれら全ての手筈を力士自身で整えるか、断髪式自体を見合わせざるを得なくなる。

## 取的時代にスカシを経験した主な力士
- 髙安晃
- 旭鷲山昇・旭天鵬勝
- 魁皇博之
- 旭豊勝照
- 龍興山一人
- 双羽黒光司
- 前の山太郎
- 魁傑將晃
- 玉ノ富士茂
- 旭大星託也[1]
- 維新力浩司[2]

その他、「断髪式#自主断髪後の帰参」も参照のこと。